# Ращупкін Віктор Іванович
Віктор Іванович Ращупкін  (рос. Виктор Иванович Ращупкин, 10 жовтня 1950) — радянський легкоатлет, олімпійський чемпіон.

## Виступи на Олімпіадах
| Олімпіада   | Дисципліна    | Місце |
| ----------- | ------------- | ----- |
| Москва 1980 | метання диска | 1     |